# 渡辺重
渡辺 重（わたなべ の しげし）は、平安時代後期の武将。嵯峨源氏の源融の子孫で、正式な名乗りは源重（みなもと の しげし）。渡辺綱の玄孫にあたる。

## 略歴
渡辺伝の次男として生まれる。渡辺惣領家は兄の満が継いで、朝廷との繋がりを密接に保って、衛門府、兵衛府など中央の官職を有していた。
その一方で、彼は弟たちとともに滝口武者をつとめながら、従来通りに摂津源氏との主従関係を持っており、源仲政・頼政父子に仕えたという。

## 子孫
重の孫の種は鎌倉幕府の御家人を経て、越後国に赴任してその地頭職となり、瓜生氏の祖となった。